# プラットホーム (映画)
『プラットホーム』（原題: 站台）は、ジャ・ジャンクー監督による2000年の香港・日本・フランスの合作映画。文化劇団に所属する幼馴染の4人の青春映画である。

## キャスト
- ワン・ホンウェイ
- リャン・チントン
- ヤン・ティェンイー
- チャオ・タオ

## 受賞とノミネート
| 映画祭・賞                 | 部門               | 候補               | 結果 |
| -------------------------- | ------------------ | ------------------ | ---- |
| ヴェネツィア国際映画祭     | 最優秀アジア映画賞 | 『プラットホーム』 | 受賞 |
| ナント三大陸映画祭         | グランプリ         | 『プラットホーム』 | 受賞 |
| ナント三大陸映画祭         | 監督賞             | ジャ・ジャンクー   | 受賞 |
| ブエノスアイレス国際映画祭 | グランプリ         | 『プラットホーム』 | 受賞 |